# Getto w Przemyślanach
Getto w Przemyślanach (jid. ‏פרעמישלאנער געטאָ‎; Premyszlaner geto) – getto dla ludności żydowskiej zorganizowane przez okupacyjne władze hitlerowskie w czasach II wojny światowej w Przemyślanach. 
W połowie 1941 roku w Przemyślanach mieszkało co najmniej 2,6 tys. Żydów. Trzy dni po zajęciu miasta przez wojska niemieckie, 4 lipca 1941 roku nacjonaliści ukraińscy dokonali w Przemyślanach pogromu, podczas którego nieustaloną liczbę Żydów spalono w synagodze a także wielu innych pobito i ograbiono.
5 listopada 1941 roku Niemcy, prawdopodobnie SD z Tarnopola, rozstrzelali w Przemyślanach około 400 niezdolnych do pracy Żydów. Po tym wydarzeniu, pod koniec 1941 roku lub na początku 1942, utworzono w Przemyślanach otwarte getto dla ludności żydowskiej, które można było opuszczać tylko udając się do pracy. 
W maju 1942 roku Niemcy w getcie przeprowadzili „akcję” w której zabito około 100 osób. We wrześniu tego roku do obozu śmierci w Bełżcu wywieziono 2/3 mieszkańców getta. Na ich miejsce osiedlono Żydów z pobliskich miejscowości – Glinian i Świrza.
Decyzją Obergruppenführera SS Krügera 1 grudnia 1942 roku getto zmieniło charakter na zamknięty. Zamieszkująca je ludność liczyła około 3 tys. osób, jednak do maja 1943 roku kilkaset osób zmarło z głodu i chorób.
Getto zlikwidowano 22 maja 1943 roku. Kompania 1 batalionu 23 pułku policji rozstrzelała 2 tys. Żydów. W Przemyślanach pozostała jeszcze filia obozu pracy w Kurowicach, którą zlikwidowano 28 czerwca 1943 roku: 250 kobiet rozstrzelano, 200 mężczyzn przeniesiono do Kurowic.